# Lucrecia Tornabuoni
Lucrecia Tornabuoni (Florencia, 22 de junio de 1427-ibidem, 28 de marzo de 1482) fue una poetisa italiana, hija de Francisco de Simone Tornabuoni y Nanna de Niccolo de Luigi Guicciardini, esposa de Pedro de Cosme de Médici y madre de Lorenzo el Magnífico.

## Biografía
Era amiga de personajes tales como Luigi Pulci, quien la ensalza en su canto XXVIII del Morgante, y de Angelo Poliziano.
Se casó con el hijo de Cosme de Médici, Pedro, en 1444, quien era un hombre nueve años mayor que ella, inteligente y amante de las artes y la cultura. La familia Tornabuoni era partidaria de Cosme y fueron quienes lo ayudaron a volver del exilio, el matrimonio entre Lucrecia y Pedro fue una suerte de sello de esta alianza.
La pareja tuvo los siguientes hijos: 
- Blanca (1445-1505), casada con Guillermo de Pazzi;[3]
- Lucrecia (1448-1493), conocida como Nannina, casada con Bernardo Rucellai;
- Lorenzo de Médici (1449-1492), conocido como «El Magnífico», Señor de Florencia, casado con Clarisa Orsini;
- Juliano de Médici (1453-1478), padre del papa Clemente VII.[3] Asesinado en 1478 como consecuencia de la Conspiración de los Pazzi contra los Médici;[4]
- María (1455-1479), casada con Leonetto de Rossi.

Fue gracias a su influencia que la familia fue aceptada en las cortes romanas, pudiendo así escoger una esposa "de categoría" para su hijo mayor Lorenzo, Clarisa Orsini quien llevó por primera vez sangre noble a la familia Médici, además de establecer una alianza con los Orsini que sería particularmente beneficiosa en el futuro para obtener la púrpura cardenalicia para su nieto Juan, quien más tarde se convertiría en el Papa León X.
Lucrecia escribió numerosas cartas durante su estadía en Roma que hasta ahora son conservadas, en ellas traspasa su mentalidad política en la búsqueda de esposa para su hijo. Una vez que conoció a Clarisa la describe con cualidades y defectos al marido, como si fuera una contratación comercial.
De sus cartas (en total 49 escritas entre 1446 y 1478) podemos conocer también la vida común y las fiestas que se desarrollaban en Florencia, además de la condición de la mujer en la ciudad, quienes podían gozar de cierta libertad, bastante inédita en la época.
Pedro también le entregó la tarea de ocuparse de la distribución de las limosnas a los menesterosos, a los que ella agregaba algunas de sus ganancias propias de sus negocios personales: compraventa de terrenos, financiamiento a artesanos y mercaderes, etc. Entre los beneficiados se encuentran conventos, mujeres sin dote, huérfanos, entre otros. Estas obras eran cruciales para sostener el apoyo popular de la familia, lo que muchas veces fue crucial en la historia política de los Médici. En una de sus cartas encontramos escrito que "aquello que es bueno para Florencia y la Toscana, es bueno para los Médici".
Lucrecia también escribió sonetos que leyó a famosos poetas, confrontándolos con sus composiciones. De estas obras, lamentablemente, no se conoce la data. Angelo Poliziano leyó sus poemas personalmente, de los que llegan a nuestros días sólo cinco temas bíblicos ('Historias Sacras'), ocho himnos (para música sacra popular) y una canción en lengua vernácula, inspirada en las obras de los poetas a los que Lucrecia y su marido protegieron.
A ella también se le debe la Capilla de la Visitación en la Basílica de San Lorenzo de Florencia.
Murió pocos años después de la Conspiración de los Pazzi, donde perdió a su hijo menor.
De ella nos quedan numerosos retratos realizados por los mejores artistas de la época: Sandro Boticelli quien la retrata como Madonna en la Virgen del Magnificat), Domenico Ghirlandaio, Filippino Lippi, entre otros.

## En la ficción
Desde octubre de 2016 Lucrecia es interpretada por la actriz Valentina Bellè en la miniserie Medici: Masters of Florence. La actriz inglesa Sarah Parish es quien interpretó a Lucrecia durante la segunda y tercera temporada de la serie. 